# ORF-Publikumsrat
Der Publikumsrat des ORF ist ein Organ des Österreichischen Rundfunks (ORF) und dient vorrangig der Wahrung der Interessen der Hörer und Zuschauer der Rundfunkgesellschaft. Er ist die Nachfolgeorganisation der Hörer- und Sehervertretung (HSV).

## Geschichte
Der Publikumsrat existiert auf der Grundlage des ORF-Gesetzes, das am 5. Juli 2001 vom österreichischen Nationalrat mit den Stimmen der Abgeordneten von ÖVP und FPÖ beschlossen wurde. Dabei kam es zur Schaffung der drei Organe Generaldirektor, Stiftungsrat und Publikumsrat.
Zu den Aufgaben des Publikumsrates gehört es, Empfehlungen und Vorschläge zur Gestaltung des ORF-Programms abzugeben. Außerdem werden sechs Mitglieder des Publikumsrates in den Stiftungsrat entsandt, wo sie u. a. die Wahl des Generaldirektors mit beeinflussen.
Zwischen 2001 und 2011 wurden sechs Mitglieder des ORF-Publikumsrates von den ORF-Kunden frei gewählt. Bei drei der sechs vom Publikumsrat in den Stiftungsrat zu entsendenden Mitglieder musste es sich um Mitglieder des Publikumsrates handeln, die von den ORF-Kunden gewählt wurden. Der Verfassungsgerichtshof hob die Fax-Wahl im Jahr 2011 jedoch als verfassungswidrig auf. Daher wird diese Bestimmung seit der Wahl im Jahr 2014 nicht mehr angewandt. 

## Mitglieder
Die 30 Mitglieder des Publikumsrates setzen sich laut § 28 des ORF-Gesetzes wie folgt zusammen: 
17 der 30 Publikumsräte bestimmt seit 2014 der Medienminister, in Vertretung des Bundeskanzlers. Die 17 Personen müssen folgende Bereiche bzw. Gruppen repräsentieren: Hochschulen, Bildung, Kunst, Sport, Jugend, Schüler, ältere Menschen, behinderte Menschen, Eltern bzw. Familien, Volksgruppen, Touristik, Kraftfahrer, Konsumenten und Umweltschutz. Um Vorschläge aus diesen Bereichen zu erhalten, fordert der Medienminister von ihm oder ihr ausgewählte Organisationen dazu auf, jeweils drei Personen öffentlich zu nominieren.
13 der 30 Publikumsräte werden von gesetzlich festgelegten Institutionen nominiert. Diese sind:
- die Wirtschaftskammer Österreich
- die Präsidentenkonferenz der Landwirtschaftskammern Österreichs
- die Bundesarbeitskammer
- der Österreichische Gewerkschaftsbund
- die Kammern der freien Berufe
- die römisch-katholische Kirche
- die evangelische Kirche
- die Akademie der Wissenschaften
- die Parteiakademien der im Nationalrat vertretenen Parteien, d. h.:
  - die Politische Akademie der ÖVP
  - das Dr. Karl Renner Institut
  - das Freiheitliche Bildungsinstitut
  - die Grüne Bildungswerkstatt
  - das NEOS Lab

## Kritik
Die Bestellung des Publikumsrates wird aufgrund der Möglichkeit der politischen Einflussnahme regelmäßig kritisiert.
Kritik wird außerdem an der Repräsentativität von Organisationen geäußert, die Mitglieder des Publikumsrats vorschlagen. 2022 wurde dazu durch die Österreichische Universitätenkonferenz eine Beschwerde bei der Medienbehörde KommAustria eingebracht. Im Juni 2022 stellte zudem das Land Burgenland einen Antrag an den Verfassungsgerichtshof, der den VfGH zur verfassungsmäßigen Überprüfung der Rechtmäßigkeit der Besetzung des Stiftungs- und Publikumsrates auffordert.
Im Frühjahr 2024 beschäftigten Peter Westenthalers verbale Angriffe seine Kollegen in Stiftungs- und Publikumsrat. Für die wissenschaftliche Wahlbegleitung nach dem Ende der Kooperation mit SORA stünden jedoch, laut ORF-Generaldirektor Roland Weißmann, zwei Nachfolgeunternehmen zur Auswahl. Es habe eine internationale Ausschreibung unter Beteiligung eines „renommierten Vergaberechtsexperten“ gegeben.